# Чемпионат Боснии и Герцеговины по волейболу среди мужчин
Чемпионат Боснии и Герцеговины по волейболу среди мужчин — ежегодное соревнование мужских волейбольных команд Боснии и Герцеговины. Проводится с сезона 1993/94.
Соревнования проходят в Премьер-лиге. Организатором чемпионатов является Волейбольный союз Боснии и Герцеговины. Соревнования в 1-м и 2-м дивизионах проходят в рамках чемпионатов Федерации Боснии и Герцеговины и Республики Сербской.
Единый Волейбольный союз Боснии и Герцеговины был образован в 2009 году путём объединения двух Волейбольный союзов — Федерации Боснии и Герцеговины и Республики Сербской. Оба этих союза были основаны в 1993 году и до 2008 каждый из них проводил своё собственное первенство, причём звание чемпиона Боснии и Герцеговины разыгрывалось только командами Федерации Боснии и Герцеговины. В обоих чемпионатах участвовала команда «Единство» из округа Брчко. С сезона 2007/08 стало проводиться общефедеральное первенство.

## Формула соревнований
Чемпионат в Премьер-лиге в сезоне 2024/25 состоял из двух этапов — предварительного и плей-офф. На предварительной стадии команды играли в два круга. По её итогам 8 лучших вышли в плей-офф и далее по системе с выбыванием определили финалистов, которые разыграли первенство. Серии матчей проводились до двух побед одного из соперников
За победы со счётом 3:0 и 3:1 команды получают 3 очка, 3:2 — 2 очка, за поражение со счётом 2:3 — 1 очко, 0:3 и 1:3 — 0 очков.
В чемпионате 2024/25 в Премьер-лиге участвовали 10 команд: «Магич-Иче» (Орашье), «Напредак» (Оджак), «Какань», «Радник» (Биелина), «Модрича-Новопром» (Модрича), «Босна» (Сараево), «Борац» (Баня-Лука), «Любине-Банком» (Любине), «Босна» (Калесия), «Градишка». Чемпионский титул выиграл «Напредак», победивший в финальной серии «Магич-Иче» 2-0 (3:2, 3:0). 3-е место занял «Какань».

## Чемпионы
- 1994 «Градина» Сребреник
- 1995 «Бихач»
- 1996 «Бихач»
- 1997 «Синпос» Сараево
- 1998 «Синпос» Сараево
- 1999 «Единство» Брчко
- 2000 «Какань»
- 2001 «Какань»
- 2002 «Напредак» Оджак
- 2003 «Какань»
- 2004 «Какань»
- 2005 «Какань»
- 2006 «Какань»
- 2007 «Напредак» Оджак
- 2008 «Какань»
- 2009 «Какань»
- 2010 «Какань»
- 2011 «Какань»
- 2012 «Какань»
- 2013 «Какань»
- 2014 «Младост» Брчко
- 2015 «Младост» Брчко
- 2016 «Младост» Брчко
- 2017 «Младост» Брчко
- 2018 «Младост» Брчко
- 2019 «Младост» Брчко
- 2020 чемпионат не завершён, итоги не подведены
- 2021 «Младост» Брчко
- 2022 «Какань»
- 2023 «Радник» Биелина
- 2024 «Радник» Биелина
- 2025 «Напредак» Оджак

## Чемпионы Республики Сербской
- 1994 «Дрина» Зворник
- 1995 —
- 1996 «Модрича-Оптима» Модрича
- 1997 «Модрича-Оптима» Модрича
- 1998 «Модрича-Оптима» Модрича
- 1999 «Модрича-Оптима» Модрича
- 2000 «Единство» Брчко
- 2001 «Модрича-Оптима» Модрича
- 2002 «Радник» Биелина
- 2003 «Модрича-Оптима» Модрича
- 2004 «Модрича-Оптима» Модрича
- 2005 «Радник» Биелина
- 2006 «Дрина» Зворник
- 2007 «Студент» Пале
- 2008 «Пелагичево»